# 岡崎市六ツ美体育館
岡崎市六ツ美体育館（おかざきしむつみたいいくかん）は、愛知県岡崎市下青野町にある体育館、スポーツ施設。

## 概要
1985年4月29日、旧岡崎市役所六ツ美支所跡地に、岡崎市体育館、岡崎市矢作体育館に次ぐ3番目の市営体育館として建設された。建設当初の名称は「岡崎勤労者体育センター」。建設費2億3,124万円のうち1億4,124万円を岡崎市、9,000万円を雇用促進事業団が負担した。
利用時間は9:00～21:00。休館日は毎週月曜日（祝日の場合は翌日以後の最初の平日）、12月29日から1月3日の年末年始。
2019年4月に「岡崎市六ツ美体育館」に名称変更した。
岡崎市六ツ美市民センターと岡崎市六ツ美商工会館が隣接している。

## 施設
- バレーボール：2面
- バスケットボール：1面
- バドミントン：6面
- 卓球：10台
- テニス：1面
- 談話室

## アクセス
- 名鉄バス 「下青野」バス停下車、徒歩約1分。